# Božidar Grubišić (novinar)
Božidar Grubišić (Zagreb, 20. listopada 1925. – Šibenik, 12. listopada 2000.), hrvatski tiskovni i radijski novinar i publicist, kulturni djelatnik, radijski i televizijski urednik, zaslužnik češke manjine u Hrvatskoj te lokalni dužnosnik.

## Životopis
Rodio se u Zagrebu od oca Hrvata i majke Čehinje. Izjašnjavao se kao Čeh. U Daruvaru živi od 1946. godine. Ondje surađujue s novoosnovanim češkim tjednikom Jednota. Brzo je napredovao i od 1952. do 1965. bio je glavni i odgovorni urednik. Potaknuo je razvoj izdavaštva češke manjine. Već 1953. s Frantom Burianom ponovno je pokrenuo časopis Detský koutek i još iste godine Český lidový kalendář. Pridonio obrazovanju na češkom. Inicirao je i izdavanje udžbenika za češke škole. Zaslužan za promicanje književnog i kulturnog djelovanja u Čeha u Hrvatskoj. Pokrenuo je književni prilog Jednote Studnice i kulturni zbornik Přehled. Godine 1965. vratio se u rodni Zagreb. Sve do 1980. bio je urednik informativnih emisija i uredništva za unutarnju politiku i privredu na Radio Zagrebu. Od 1980. do 1982. godine bio je glavni urednik latiničkog izdanja Borbe. Od 1983. djeluje u lokalnim organima vlasti. Predsjedavao je Skupštinom Općine Trešnjevka. Uz to je do odlaska u mirovinu 1986. bio urednik Kronike Čeha i Slovaka na Televiziji Zagreb. Čelnik inicijativnog odbora za osnutak Hrvatsko-češkog društva 1992. godine. Tajnik Hrvatsko-češkog društva od 1994. do 1998. godine. Trajna ostavština Božidara Grubišića Hrvatsko-češkom društvu je glasilo Susreti koje je upravo on s Vlatkom Banek osmislio i pokrenuo. Umro je 2000. godine.
Hrvatsko-češko društvo dodjeljuje Nagradu "Božidar Grubišić", dodjeljuje za popularizaciju hrvatsko-čeških odnosa u publicistici i u medijima.
Marom Vlatke Banek i njene obitelji, snimljen je polusatni dokumentarni film o zaslužnim djelatnicima Hrvatsko-češkog društva Božidara Grubišića i Miroslava Jilka.

## Vanjske poveznice
- LZMK / Hrvatski biografski leksikon: Grubišić, Božidar (Jure Šonje, 2002.)
- Hrvatsko-češko društvo / Članstvo i članovi: Božidar Grubišić
- Leksikon Hrvatske radiotelevizije ⇒ G: Grubišić, Božidar